# 신주쿠 사건
신주쿠 사건(중국어: 新宿事件, 병음: xīn sù shì jiàn, 일본어: 新宿インシデント, 영어: Shinjuku Incident)은 2009년에 개봉한 홍콩과 일본의 합작 영화이다. 청룽(성룡)이 주연과 제작을 담당하였고, 홍콩의 얼퉁성(Derek Yee, 爾冬陞)이 감독하였다. 이 영화에서 청룽(성룡)은 자신의 기존 작품과는 달리 스토리를 주도하는 액션 연기를 펼치지는 않으며, 일본에 밀입국한 중국인 집단을 배경으로 전개되는 이 영화는 액션 영화보다는 드라마에 가깝다. 2009년 4월 2일에 홍콩과 말레이시아, 싱가포르에서 개봉되었고, 4월 3일에는 중화민국에서, 5월 1일에는 일본에서 각각 개봉되었다. 대한민국에서도 2009년 6월 18일에 전국에서 개봉되었다.
영화 속의 폭력적인 장면이 눈에 띄게 많아지자, 얼퉁성 감독은 신주쿠 사건을 중화인민공화국에 상영하지 않기로 했다. 얼퉁성 감독은 검열을 통과하고자 폭력 수위를 낮추거나 폭력적인 장면을 삭제하는 걸 고려해봤으나, 영화 본래의 모습이 훼손될 것을 우려했다. 이 영화에 투자한 청룽(성룡)은 얼퉁성 감독의 결정에 동의했다. (중화인민공화국에는 영상물 등급 제도가 없어서 모든 영화가 전 연령층을 상대로 개봉된다.)

## 출연

### 주연
- 성룡
- 판빙빙
- 오언조
- 다케나카 나오토
- 가토 마사야
- 쉬징레이

### 조연
- 전가락
- 진패
- 가오제
- 쿠라타 야스아키
- 임설
- 연진
- 노혜광
- 나가토 히로유키
- 사와다 겐야

## 기타
- Line PD: 육검명
- 사운드슈퍼바이저: 트레이셉 웡패이분
- 미술: 왕세민
- 의상: 아라키 사토에